# Mycetophila subfumosa
Mycetophila subfumosa är en tvåvingeart som beskrevs av Freeman 1954. Mycetophila subfumosa ingår i släktet Mycetophila och familjen svampmyggor. Inga underarter finns listade i Catalogue of Life.